# Begin to Hope
Begin to Hope es el cuarto álbum de estudio de la cantautora estadounidense Regina Spektor y fue publicado el 13 de junio de 2006. 
Se considera el trabajo discográfico que le permitió a Spektor abrirse paso en la música popular. El álbum alcanzó el puesto número uno en la lista musical Billboard Top Heatseekers, y el veinte en la Billboard 200.  El repertorio incluyó una nueva versión de la canción «Samson» de su anterior álbum de estudio Songs de 2004.

## Producción y contenido
Spekor firmó con Sire Records para la realización del álbum. Se trata de su primer trabajo de estudio producido desde su origen por una discográfica notable y también el primero con canciones inéditas. Desde el estilo se han suscitado comparaciones con  las cantantes Kate Bush, Joni Mitchell y Björk.
Begin to Hope es el primer álbum producido por David Kahne, a quien Spektor conoció mediante Julian Casablancas. En una entrevista con la revista Rolling Stone la cantante se refirió al trabajo como «un proyecto artístico», con sesiones de grabación «experimentales» y comentó «fue la primera vez que me liberé».

La lírica incluye algunos recursos como la modulación de la voz para crear sonidos descritos como «de orca» y la presencia de versos bíblicos. Las melodías fusionan el entrenamiento en música clásica en piano de Spektor con su orientación antifolk, vintage soul y pop electrónico contemporáneo. La cantante mencionó las obras de ficción, la mitología y los cuentos de hadas como fuentes de inspiración. También es habitual que el ritmo cambie bruscamente en una misma canción. Se grabó una nueva versión de «Samson», una balada con piano previamente incluida en su segundo álbum de estudio Songs de 2002. «Après Moi» posee un fragmento de un poema en ruso del escritor  Borís Pasternak. 

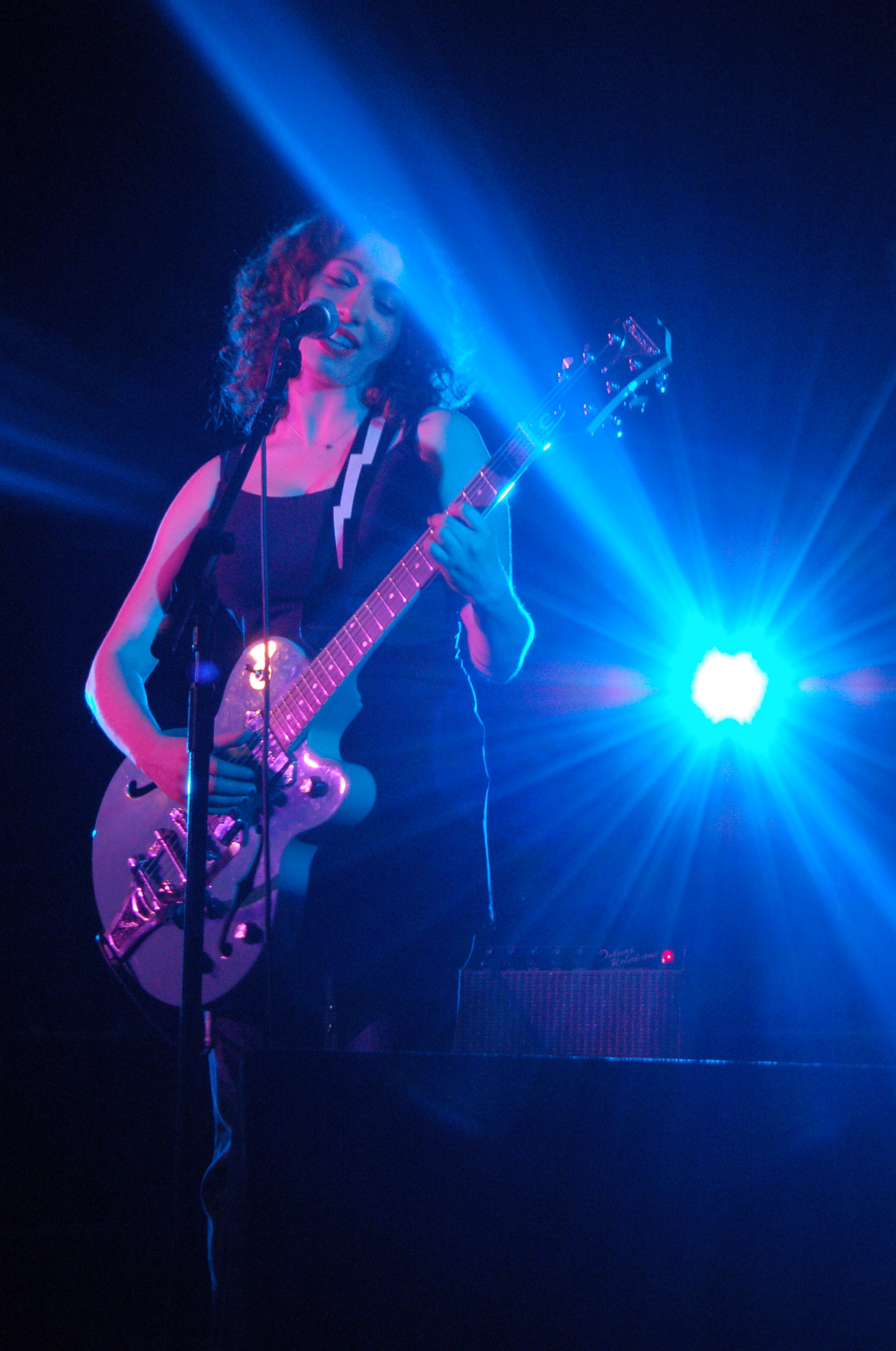
Regina Spektor tocando en vivo en julio de 2006.

## Promoción y lanzamiento
Tras su lanzamiento, Spektor declinó la oferta de Sire de una promoción masiva y, en su lugar, optó por extender su primera gira musical propia a lo largo de tres años, una estrategia para dar a conocer su música y solidificar gradualmente un nuevo público. En total superó el millón de entradas vendidas. También se intentó replicar el éxito en Estados Unidos en Europa, incluyendo fechas en este continente y acompañando la gira con un relanzamiento del álbum en 2007.

## Recepción

### Crítica
Metacritic le asignó a Begin to Hope 80 puntos sobre un total de 100, puntuación promedio basada en veintinueve críticas de publicaciones especializadas, lo que indica «críticas generalmente favorables». Album of the Year arrojó un resultado de  75 sobre 100, basado en diecinueve reseñas.

### Premios y reconocimientos
En 2006 Begin to Hope recibió una nominación en el Premio de música Shortlist.  Asimismo, figuró en los listados de los mejores álbumes de ese año de publicaciones como Rolling Stone y Slant Magazine. El sitio web Popblerd.com lo colocó en el puesto 87 de los 100 mejores álbumes de la década del 2000; se alegó que el disco es más accesible al público con melodías «pegadizas» y líricas «más comercialmente viales», pero sin dejar de tener su impronta y un estilo experimental. También integró la selección temática de «los 1000 álbumes que todos dicen que deberías escuchar» de la radio BBC 1.
«On the Radio» junto con «Us» (del anterior álbum de estudio de Spektor Soviet Kitsch), aparecieron en la lista de los 100 sencillos del 2006, también de la BBC 1.
El cantautor británico Peter Gabriel incluyó una versión sinfónica de «Après Moi» en  su álbum de 2010 Scratch My Back.

## Rendimiento comercial
Begin to Hope recibió certificaciones de ventas discográficas en siete países y en total vendió un millón de copias. En Estados Unidos superó las 600 000 Y la Recording Industry Association of America (RIAA) le otorgó un disco de oro el 27 de noviembre de 2007. El álbum logró la primera posición de la lista alternativa de iTunes, logrando ser la única artista femenina en el top 50.
El sencillo «Fidelity» recibió un disco de oro por la RIAA, a casi dos años de su lanzamiento, alcanzó las 716 000 descargas en 2009. Le siguen «Samson» y «On the Radio», con 143 000 y 116 000 copias respectivamente. La canción «Hotel Song» trepó el puesto dieciséis en la lista Irish Singles Chart de Irlanda, el 5 de marzo de 2007, y se mantuvo en esa posición por siete semanas consecutivas.

### Posicionamiento en listas
| País           | Lista                              | Posición máxima alcanzada |
| -------------- | ---------------------------------- | ------------------------- |
| Estados Unidos | Billboard Digital Albums           | 73                        |
| Estados Unidos | Billboard 200                      | 20                        |
| Estados Unidos | Billboard Catalog Albums           | 20                        |
| Estados Unidos | Billboard Heatseekers Albums       | 1                         |
| Estados Unidos | Billboard Top Album Sales          | 37                        |
| Estados Unidos | Billboard Tastemaker Albums        | 7                         |
| Suecia         | Sverigetopplistan Veckolista Album | 18                        |

### Certificaciones
| País (Organismo certificador) | Certificaciones | Ventas  |
| ----------------------------- | --------------- | ------- |
| Estados Unidos (RIAA)         | Oro             | 500 000 |
| Nueva Zelanda (RIANZ)         | Oro             | 7500    |
| Reino Unido (BPI)             | Oro             | 100 000 |

## Lista de canciones
Todas las canciones escritas y compuestas por Regina Spektor. 
| Begin to Hope |                      |          |  |
| N.º           | Título               | Duración |  |
| 1.            | «Fidelity»           | 3:47     |  |
| 2.            | «Better»             | 3:22     |  |
| 3.            | «Samson»             | 3:10     |  |
| 4.            | «On the Radio»       | 3:22     |  |
| 5.            | «Field Below»        | 5:18     |  |
| 6.            | «Hotel Song»         | 3:29     |  |
| 7.            | «Après Moi»          | 5:08     |  |
| 8.            | «20 Years of Snow»   | 3:31     |  |
| 9.            | «That Time»          | 2:39     |  |
| 10.           | «Edit»               | 4:53     |  |
| 11.           | «Lady»               | 4:45     |  |
| 12.           | «Summer in the City» | 3:50     |  |

| Bonus tracks del disco de la edición Deluxe |                |          |  |
| N.º                                         | Título         | Duración |  |
| 1.                                          | «Another Town» | 4:07     |  |
| 2.                                          | «Uh-Merica»    | 3:16     |  |
| 3.                                          | «Baobabs»      | 2:02     |  |
| 4.                                          | «Düsseldorf»   | 3:09     |  |
| 5.                                          | «Music Box»    | 2:11     |  |

| Bonus tracks de la edición de itunes |             |          |  |
| N.º                                  | Título      | Duración |  |
| 1.                                   | «Hero»      | 3:44     |  |
| 2.                                   | «Bartender» | 3:12     |  |

| Versión extendida en formato MP3 de Amazon |                |          |  |
| N.º                                        | Título         | Duración |  |
| 13.                                        | «Another Town» | 4:07     |  |
| 14.                                        | «Uh-Merica»    | 3:16     |  |
| 15.                                        | «Düsseldorf»   | 3:09     |  |
| 16.                                        | «Music Box»    | 2:11     |  |
| 17.                                        | «Hero»         | 3:44     |  |
| 18.                                        | «Bartender»    | 3:12     |  |

| Edición en vinilo (disco 2, lado A) |                |          |  |
| N.º                                 | Título         | Duración |  |
| 1.                                  | «Another Town» | 4:07     |  |
| 2.                                  | «Uh-Merica»    | 3:16     |  |
| 3.                                  | «Baobabs»      | 2:02     |  |
| 4.                                  | «Düsseldorf»   | 3:09     |  |
| 5.                                  | «Music Box»    | 2:11     |  |

| Edición en vinilo (disco 2, lado B) |                                         |          |  |
| N.º                                 | Título                                  | Duración |  |
| 1.                                  | «Better» (piano y vocales)              | 3:09     |  |
| 2.                                  | «Better» (versión recortada para radio) | 3:11     |  |
| 3.                                  | «Hero»                                  | 3:45     |  |
| 4.                                  | «Bartender»                             | 3:12     |  |

## Créditos
- Regina Spektor:  artista principal, compositora, productora, producción de audio.
- Rusty Anderson: guitarra
- Shawn Pelton: batería.
- Nick Valensi: guitarra.
- Craig Bishop: ingeniero de audio.
- David Kahne: bajo, productor, ingeniero, mezcla y producción de audio.
- Bob Ludwig: masterización.
- Adria Petty: fotografía.
- Ron Shapiro: dirección.

Fuente:Allmusic